# Comité révolutionnaire central

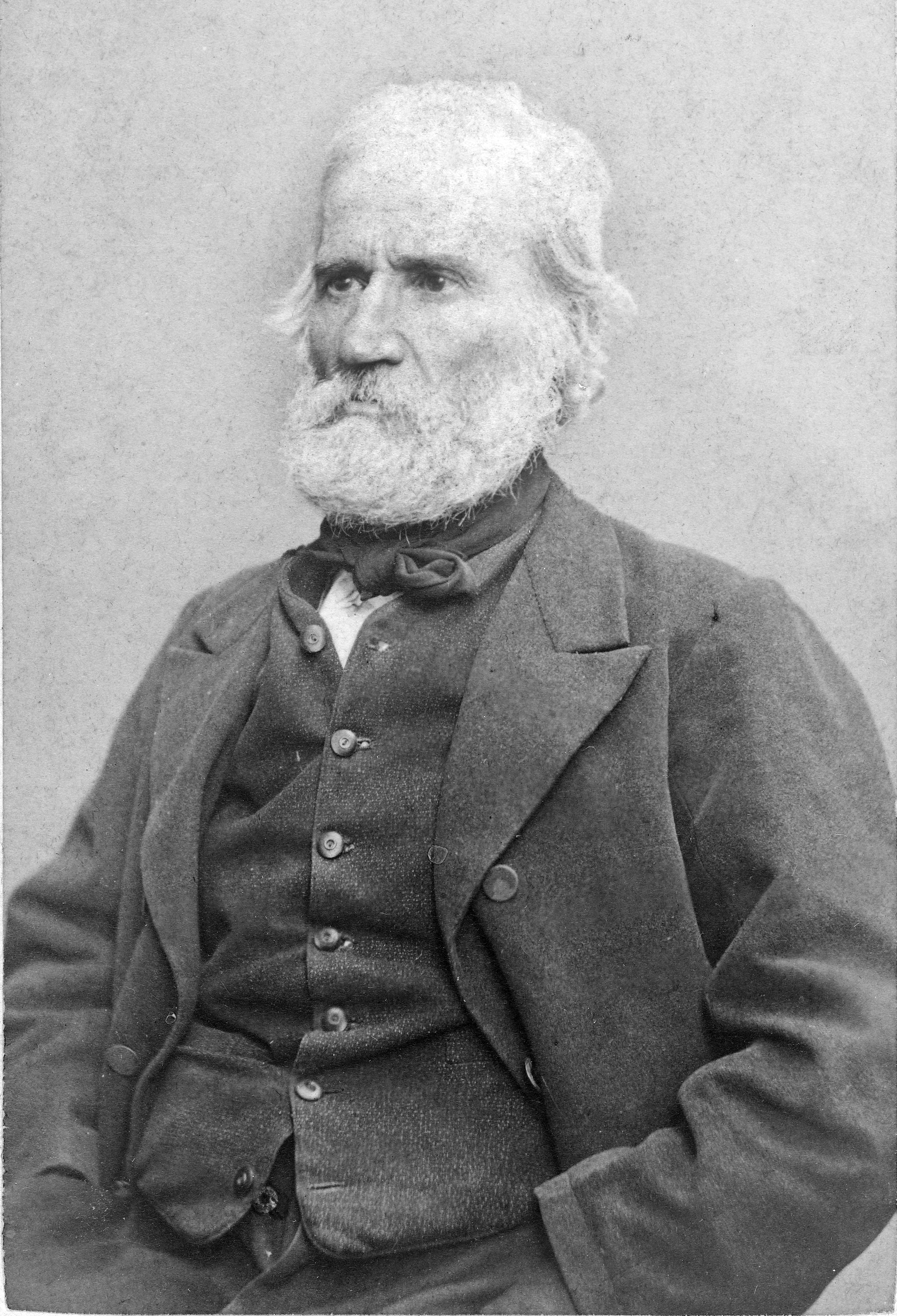
Louis Auguste Blanqui

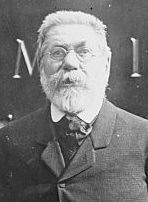
Édouard Vaillant

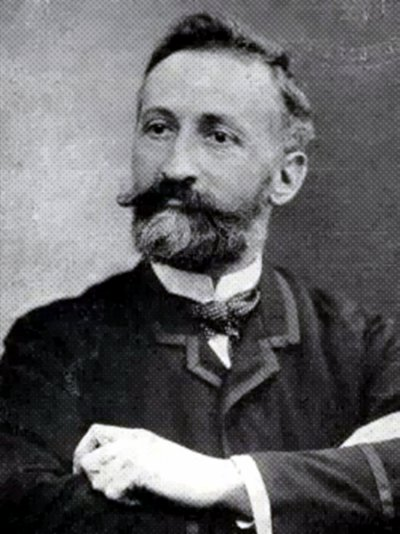
Emile Eudes

Das Comité révolutionnaire central (Zentrales Revolutionäres Komitee) war eine französische politische Partei mit blanquistisch-sozialistischer Ausrichtung, die 1881 gegründet wurde. Sie spaltete sich bis 1898 in mehrere Zweige auf, von denen einer die Section française de l’Internationale ouvrière (SFIO), die Vorläuferin der Sozialistischen Partei, bilden sollte.

## Geschichte
Das Comité révolutionnaire central wurde 1881 von Émile Eudes gegründet, um den Kampf von Louis-Auguste Blanqui (1805–1881) fortzusetzen. Édouard Vaillant und Ernest Granger führten die Gruppe neben Eudes. Das CRC folgte der blanquistischen Linie: revolutionärer Aktivismus und Lust an der Verschwörung, Atheismus und Patriotismus in Anlehnung an das Jakobinertum der Französischen Revolution und Sozialismus.
Das CRC wurde 1888 durch den Abgang eines Teils der Kader und Aktivisten geschwächt, die General Georges Boulanger folgten (Henri Rochefort, Ernest Granger, Ernest Roche), und durch den plötzlichen Tod von General Émile Eudes (Mitbegründer des CRC und ehemaliger Kriegsminister der Kommune). Die „blanquistischen Boulangisten“ gründeten das Comité central socialiste révolutionnaire (Revolutionäres Sozialistisches Zentralkomitee, CCSR). Der Boulangismus, eine Synthese aus jakobinischem Nationalismus und Sozialismus, erschien manchen als ein möglicher Weg zum Sozialismus.
Nach der boulangistischen Spaltung konzentrierte Vaillant den CRC wieder auf gewerkschaftliche Aktionen und die Idee des Generalstreiks. Er wurde 1896 durch die Aufnahme von Abgeordneten und Regionalfunktionären gestärkt, die aus Jean Allemanes Parti ouvrier socialiste révolutionnaire ausgeschlossen wurden. (Diese waren seit 1897 unter dem Namen Alliance communiste révolutionnaire (ACR) zusammengefasst). 1898 gründete das Comité révolutionnaire central die Parti Socialiste Revolutionnaire (PSR), die durch die Verbindung mit der ACR die zweitgrößte sozialistische Partei hinter der Parti ouvrier français wurde.